# Libero Checco
Libero Checco (Ceretto Lomellina, 14 febbraio 1910 – Novara, 24 dicembre 1981) è stato un calciatore italiano, di ruolo difensore.

## Carriera
Debutta in Serie B nella stagione 1929-1930 con il Novara, disputando sette campionati cadetti per un totale di 146 presenze e 13 gol. Rimane in forza ai piemontesi fino al 1938, quando viene messo in lista di trasferimento.